# Chrysozephyrus paona
Chrysozephyrus paona är en fjärilsart som beskrevs av Harry Tytler 1915. Chrysozephyrus paona ingår i släktet Chrysozephyrus och familjen juvelvingar. Inga underarter finns listade i Catalogue of Life.